# Golden League FIAF 2002
La Golden League FIAF 2002 è stato il massimo livello del campionato italiano di football americano disputato nel 2002. È stata organizzata dalla Federazione Italiana American Football.
Al campionato hanno preso parte 15 squadre, suddivise in 2 Conference e 5 Division. Le due conference si differenziavano per il fatto che nella American, a differenza che della Italian, erano ammessi gli stranieri.

## Regular season
Tutte le squadre disputano partite di andata e ritorno con le squadre della stessa division, e partite di sola andata con le squadre dell'altra division nella stessa conference. Fa eccezione la South division, in cui le squadre incontrano solo quelle della stessa division.

### American Conference

#### Central Division
| Pos. | Squadra         | %V   | G | V | P | PF  | PS  |
| ---- | --------------- | ---- | - | - | - | --- | --- |
| 1    | Dolphins Ancona | .714 | 7 | 5 | 2 | 174 | 111 |
| 2    | Marines Ostia   | .429 | 7 | 3 | 4 | 117 | 191 |
| 3    | Ducks Roma      | .286 | 7 | 2 | 5 | 113 | 243 |

#### North Division
| Pos. | Squadra        | %V   | G | V | P | PF  | PS  |
| ---- | -------------- | ---- | - | - | - | --- | --- |
| 1    | Lions Bergamo  | 1000 | 7 | 7 | 0 | 268 | 34  |
| 2    | Giants Bolzano | .286 | 7 | 2 | 5 | 200 | 231 |
| 3    | Frogs Milano   | .286 | 7 | 2 | 5 | 141 | 203 |

### Italian Conference

#### East Division
| Pos. | Squadra             | %V   | G | V | P | PF  | PS  |
| ---- | ------------------- | ---- | - | - | - | --- | --- |
| 1    | Aquile Ferrara      | .571 | 7 | 4 | 3 | 188 | 71  |
| 2    | Hogs Reggio Emilia  | .571 | 7 | 4 | 3 | 135 | 150 |
| 3    | Red Jackets Sarzana | .000 | 7 | 0 | 7 | 67  | 218 |

#### West Division
| Pos. | Squadra         | %V   | G | V | P | PF  | PS  |
| ---- | --------------- | ---- | - | - | - | --- | --- |
| 1    | Falcons Milano  | 1000 | 7 | 7 | 0 | 220 | 93  |
| 2    | Kings Gallarate | .714 | 7 | 5 | 2 | 131 | 68  |
| 3    | Blacks Rivoli   | .143 | 7 | 1 | 6 | 62  | 203 |

#### South Division
| Pos. | Squadra          | %V   | G | V | P | PF  | PS  |
| ---- | ---------------- | ---- | - | - | - | --- | --- |
| 1    | Sharks Palermo   | 1000 | 4 | 4 | 0 | 192 | 58  |
| 2    | Corsari Palermo  | .500 | 4 | 2 | 2 | 86  | 143 |
| 3    | Seagulls Salerno | .000 | 4 | 0 | 4 | 38  | 115 |

## Playoff
Sono ammesse ai playoff tutte le squadre della American Conference (teste di serie nº 1-6) e le prime due di ogni girone della Italian Conference (teste di serie 7-12). Le teste di serie maggiori entrano progressivamente nel tabellone.
|  |          |                    |          |   |                |          |                 |          |  |                |          |                |          |               |                 |          |                |          |                 |                 |            |            |            |  |  |                |                |                |
|  | 1º turno | 1º turno           | 1º turno |   |                | 2º turno | 2º turno        | 2º turno |  |                | 3º turno | 3º turno       | 3º turno |               |                 | 4º turno | 4º turno       | 4º turno |                 |                 | Semifinali | Semifinali | Semifinali |  |  | XXII Superbowl | XXII Superbowl | XXII Superbowl |
|  | 1º turno | 1º turno           | 1º turno |   |                | 2º turno | 2º turno        | 2º turno |  |                | 3º turno | 3º turno       | 3º turno |               |                 | 4º turno | 4º turno       | 4º turno |                 |                 | Semifinali | Semifinali | Semifinali |  |  | XXII Superbowl | XXII Superbowl | XXII Superbowl |
|  |          |                    |          |   |                |          |                 |          |  |                |          |                |          |               |                 |          |                |          |                 |                 |            |            |            |  |  |                |                |                |
|  |          |                    |          |   |                |          |                 |          |  |                |          |                |          |               |                 |          |                |          |                 |                 |            |            |            |  |  |                |                |                |
|  |          |                    |          | 1 | Lions Bergamo  | 49       |                 |          |  |                |          |                |          |               |                 |          |                |          |                 |                 |            |            |            |  |  |                |                |                |
|  |          |                    |          | 1 | Lions Bergamo  | 49       |                 |          |  |                |          |                |          |               |                 |          |                |          |                 |                 |            |            |            |  |  |                |                |                |
|  |          |                    |          | 4 | Ducks Roma     | 15       |                 |          |  | Frogs Milano   | 7        |                |          | Lions Bergamo | Lions Bergamo   | 21       |                |          |                 |                 |            |            |            |  |  |                |                |                |
|  |          |                    |          | 4 | Ducks Roma     | 15       |                 |          |  | Frogs Milano   | 7        |                |          | Lions Bergamo | Lions Bergamo   | 21       |                |          |                 |                 |            |            |            |  |  |                |                |                |
|  |          |                    |          | 5 | Frogs Milano   | 42       |                 |          |  | Frogs Milano   | 40       |                |          | 2             | Dolphins Ancona | 42       |                |          | Dolphins Ancona | Dolphins Ancona | 14         |            |            |  |  |                |                |                |
|  |          |                    |          | 5 | Frogs Milano   | 42       |                 |          |  | Frogs Milano   | 40       |                |          | 2             | Dolphins Ancona | 42       |                |          | Dolphins Ancona | Dolphins Ancona | 14         |            |            |  |  |                |                |                |
|  |          |                    |          | 8 | Sharks Palermo | 8        |                 |          |  | Sharks Palermo | 20       |                |          | 3             | Marines Ostia   | 21       |                |          |                 | Marines Ostia   | 24         |            |            |  |  |                |                |                |
|  |          |                    |          | 8 | Sharks Palermo | 8        |                 |          |  | Sharks Palermo | 20       |                |          | 3             | Marines Ostia   | 21       |                |          |                 | Marines Ostia   | 24         |            |            |  |  |                |                |                |
|  | 9        | Aquile Ferrara     | 20       |   |                |          | Aquile Ferrara  | 0        |  |                | 6        | Giants Bolzano | 54       |               |                 |          | Giants Bolzano | 7        |                 |                 |            |            |            |  |  |                |                |                |
|  | 9        | Aquile Ferrara     | 20       |   |                |          | Aquile Ferrara  | 0        |  |                | 6        | Giants Bolzano | 54       |               |                 |          | Giants Bolzano | 7        |                 |                 |            |            |            |  |  |                |                |                |
|  | 12       | Kings Gallarate    | 6        |   |                | 7        | Corsari Palermo | 22       |  |                |          | Falcons Milano | 41       |               |                 |          |                |          |                 |                 |            |            |            |  |  |                |                |                |
|  | 12       | Kings Gallarate    | 6        |   |                | 7        | Corsari Palermo | 22       |  |                |          | Falcons Milano | 41       |               |                 |          |                |          |                 |                 |            |            |            |  |  |                |                |                |
|  | 10       | Falcons Milano     | 29       |   |                |          | Falcons Milano  | 41       |  |                |          |                |          |               |                 |          |                |          |                 |                 |            |            |            |  |  |                |                |                |
|  | 10       | Falcons Milano     | 29       |   |                |          | Falcons Milano  | 41       |  |                |          |                |          |               |                 |          |                |          |                 |                 |            |            |            |  |  |                |                |                |
|  | 11       | Hogs Reggio Emilia | 19       |   |                |          |                 |          |  |                |          |                |          |               |                 |          |                |          |                 |                 |            |            |            |  |  |                |                |                |
|  | 11       | Hogs Reggio Emilia | 19       |   |                |          |                 |          |  |                |          |                |          |               |                 |          |                |          |                 |                 |            |            |            |  |  |                |                |                |

### XXII Superbowl
Il XXII Superbowl italiano si è disputato il 29 giugno 2002 allo Stadio Europa di Bolzano, ed ha visto i Lions Bergamo superare i Dolphins Ancona per 21 a 14.
Il titolo di MVP della partita è stato assegnato a Jeffrey Fox, mentre quello di miglior italiano è andato a Fabio Capodaglio (entrambi quarterback dei Dolphins), caso unico per il Superbowl italiano in cui tali premi sono stati assegnati a giocatori della squadra perdente.
- Lions Bergamo campioni d'Italia 2002 e qualificati all'Eurobowl 2003.